# Dinamarca en los Juegos Olímpicos de París 2024
Dinamarca estuvo representada en los Juegos Olímpicos de París 2024 por un total de 124 deportistas que compitieron en 20 deportes. Responsable del equipo olímpico es el Comité Olímpico Nacional de Dinamarca, así como las federaciones deportivas nacionales de cada deporte con participación.
Los portadores de la bandera en la ceremonia de apertura fueron el jugador de balonmano Niklas Landin y la regatista Anne-Marie Rindom.

## Medallistas
El equipo olímpico de Dinamarca obtuvo las siguientes medallas:
| Nombre                                                                                        | Deporte            | Competición      |
| --------------------------------------------------------------------------------------------- | ------------------ | ---------------- |
| Oro                                                                                           |                    |                  |
| Viktor Axelsen                                                                                | Bádminton          | Individual M     |
| Equipo                                                                                        | Balonmano          | Torneo M         |
| Plata                                                                                         |                    |                  |
| Daniel Bachmann Andersen (Vayron) Nanna Skodborg Merrald (Zepter) Cathrine Dufour (Freestyle) | Deportes ecuestres | Doma por equipos |
| Anne-Marie Rindom                                                                             | Vela               | Laser Radial F   |
| Bronce                                                                                        |                    |                  |
| Equipo                                                                                        | Balonmano          | Torneo F         |
| Niklas Larsen Michael Mørkøv                                                                  | Ciclismo en pista  | Madison M        |
| Turpal Bisultanov                                                                             | Lucha grecorromana | 87 kg M          |
| Emma Jørgensen                                                                                | Piragüismo         | K1 500 m F       |
| Edi Hrnic                                                                                     | Taekwondo          | –80 kg M         |